# Linycus simulator
Linycus simulator är en stekelart som beskrevs av Heinrich 1974. Linycus simulator ingår i släktet Linycus och familjen brokparasitsteklar. Inga underarter finns listade i Catalogue of Life.